# Сан Роко ал Порто
Сан Ро̀ко ал По̀рто (на италиански: San Rocco al Porto, на западноломбардски: San Roch, Сан Рок) е малко градче и община в Северна Италия, провинция Лоди, регион Ломбардия. Разположено е на 47 m надморска височина. Населението на общината е 3524 души (към 2012 г.).